# Andropogon yunnanensis
Andropogon yunnanensis är en gräsart som beskrevs av Eduard Hackel. Andropogon yunnanensis ingår i släktet Andropogon och familjen gräs. Inga underarter finns listade i Catalogue of Life.